# Aderus dispariceps
Aderus dispariceps es una especie de coleóptero de la familia Aderidae. Fue descrita científicamente por Maurice Pic en 1922 (nomen novum).